# Colladillo
Colladillo es una localidad perteneciente al municipio de Arcones, en la provincia de Segovia, comunidad autónoma de Castilla y León, España. En 2016 contaba con 9 habitantes.

## Geografía e Historia
La localidad está situada en torno a la carretera SG-V-2512 situada a 2 kilómetros de Arcones por donde pasa la N-110.
Según el Diccionario geográfico-estadístico de España y Portugal de Sebastián Miñano, Colladillo era ya en 1828 un barrio anejo de Arcones.

## Demografía
| 9             | 12 | 10 | 9 | 10 | 8 | 7 | 8 | 9 | 6 | 3 | 4 |
| (Fuente: INE) |    |    |   |    |   |   |   |   |   |   |   |

## Cultura

### Patrimonio
- Iglesia de San Bartolomé, de estilo románico y en estado de ruina consolidada;[3]
- Pilón en la calle de la Fuente;[4]
- Cientos de rutas de ciclismo de montaña.

### Fiestas
- San Bartolo, el 24 de agosto.[4]